# Renato Guttuso
Renato Guttuso (Bagheria, 1912.  január 2. – Róma, 1987. január 18.) olasz festő.

## Élete, munkássága
Egy Palermo melletti kisvárosban született Szicíliában, apja Gioacchino Guttuso földmérő volt. Már 1925-ből származó festményei egy érett művészt mutatnak. Palermóban jogot és klasszika-filológiát tanult, ahol megismerte a festészet múltját és a legújabb irányzatokat. Milánóba és más európai városokba látogatott el, majd kiállított az 1931-es Kvadriennálén, ahol műveit a kritika üdvözölte. Palermóban műtermet nyitott a Pisani utcában, és Lia Pasqualino festőnővel valamint Barbera és Nino Franchina szobrászokkal művészcsoportot hozott létre, „Gruppo dei Quattro” (Négyek csoportja) néven. 1931-ben Rómába költözött, és ettől kezdve kisebb-nagyobb megszakításokkal Rómában élt, de művészetének stabil támpontja mindvégig Olaszország legszegényebb vidéke, Szicília maradt.
Művészi fejlődése során folyamatosan elvetette az akadémikus festészet szabályait, témáit szabadon kezelte és a színek harmóniáját kereste. Néhány év alatt megtalálta festői kifejezésmódját, amit az 1932-es Szent Sebestyén és az 1934-es Önarckép című vásznaival lehet szemléltetni. Művészetében és szemléletében a spanyol polgárháború hozta meg a végleges fordulatot: érdeklődése a társadalmi–szociális témák iránt egyre erőteljesebb lett. Csatlakozott a „Corrente” művészcsoporthoz, amely szemben állt a hivatalos kultúrával, és a spanyol polgárháború kapcsán egyre erőteljesebb antifasiszta nézeteket fogalmazott meg. 1938-ban készült Kivégzés (Garcia Lorca emlékére) című képén, goyai emlékeket idézve ábrázolja a szörnyű tettet. A fasiszta Olaszországban nehéz direkt társadalmi témát ábrázolni, ezért kritikáját olyan festményekbe fogalmazta bele, mint a Menekülés az Etna elől (1938). A Keresztrefeszítés (1941) című alkotása szinte guernicai emlékeket ébreszt (Picassót már több éve ismerte, barátságuk annak haláláig tartott). A festményért megkapta Bergamo város díját, de az egyház tiltólistára helyezte a művet. A náci bűntettek elleni tiltakozásul készítette Gott mit uns című színes tusrajzsorozatát. Antifasiszta érzelmei révén 1940-ben csatlakozott az illegális Olasz Kommunista Párthoz, a háborús években pedig aktív résztvevője volt egy partizáncsoportnak.

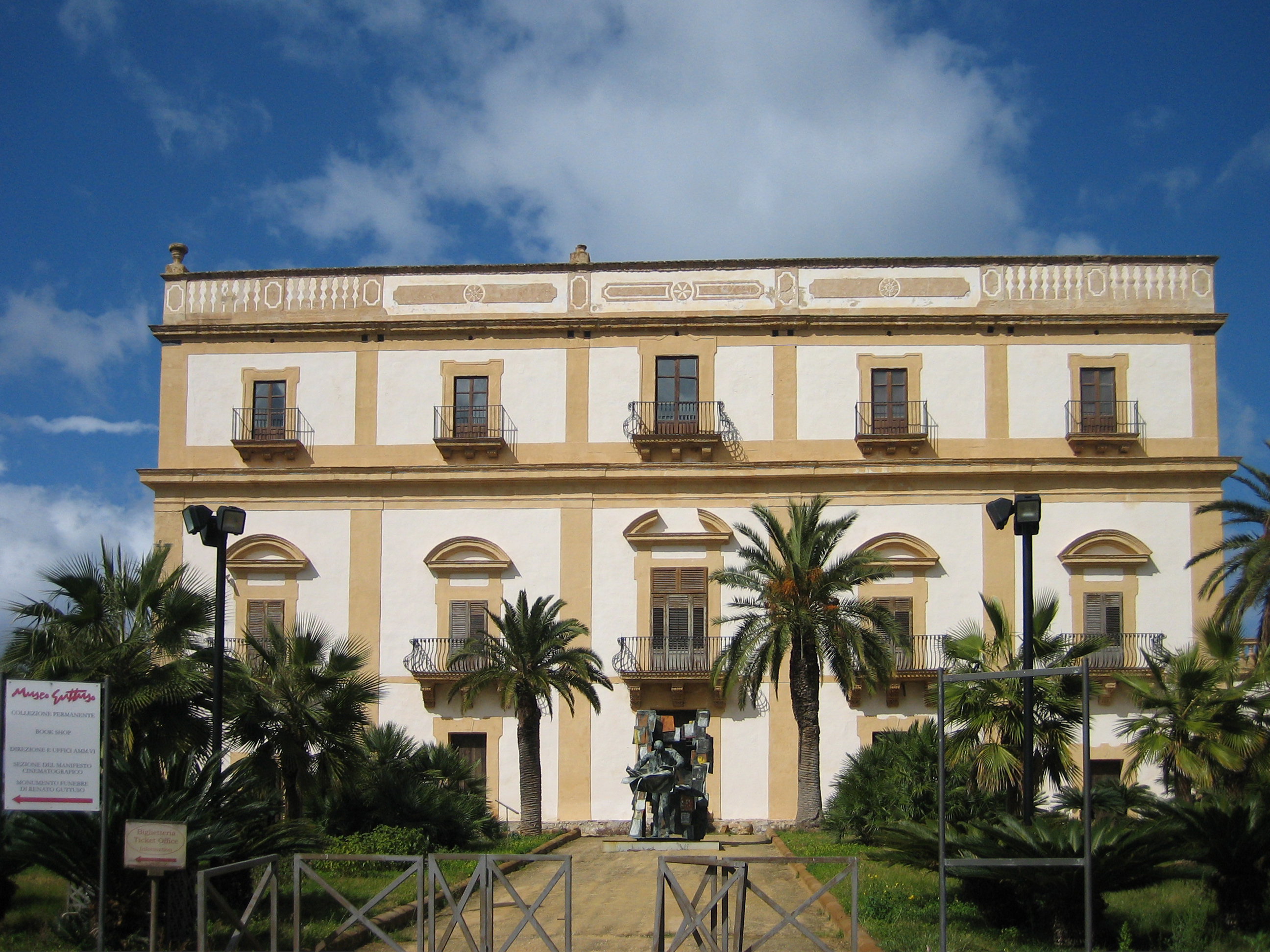
A Villa Cattolica, a Guttuso múzeum Bagheriában

Ezekben az években ismerte meg feleségét, Mimisét, aki hű társa, modellje lett. A  második világháború után nyíltan vállalta kommunista világnézetét, tagja lett a kommunista párt központi bizottságának. Tanított, 1961-től a római Képzőművészeti Főiskolán. Stílusában kubisztikus formák jelentek meg, színei – ha lehet – még ragyogóbbak lettek (Szicíliai földfoglalás (Paraszt Marseillaise), 1947.; A rigó, 1947; Bagheria, 1951). Szereplői parasztok, bányászok, munkások voltak – munkájuk, vagy éppen pihenésük közben. Figyelemre méltó, hogy műveivel fellépett a maffia tevékenysége ellen is (Én így láttam. A maffia tette., 1966). A gyermek- és ifjúkor emlékei rendre visszatérnek (Gioacchino Guttuso, a földmérő, 1966), csakúgy, mint a háború emlékei is (Róma nyílt város, 1966), de ezek mellett gyönyörű csendéleteket (Sárga napraforgó, 1971), realisztikus életképeket (Frankfurti búcsúzkodás, 1968), aktokat (Drapéria és alak, 1970) is festett. A kommunista párt vezetőjének temetése kapcsán készült hatalmas alkotásán műanyagfestékeket használt, a fekete-fehér alakok között hatásosan tűnnek elő az élénkvörös zászlók (Togliatti temetése, 1972). 1972-ben Nemzetközi Lenin-békedíjjal tüntették ki.
Guttuso 1987-ben halt meg Rómában, 75 évet élt. Halála után özvegye sok képet ajándékozott a festő szülővárosának, Bagheriának, amelyeket a Villa Cattolicában kialakított múzeumban helyeztek el.

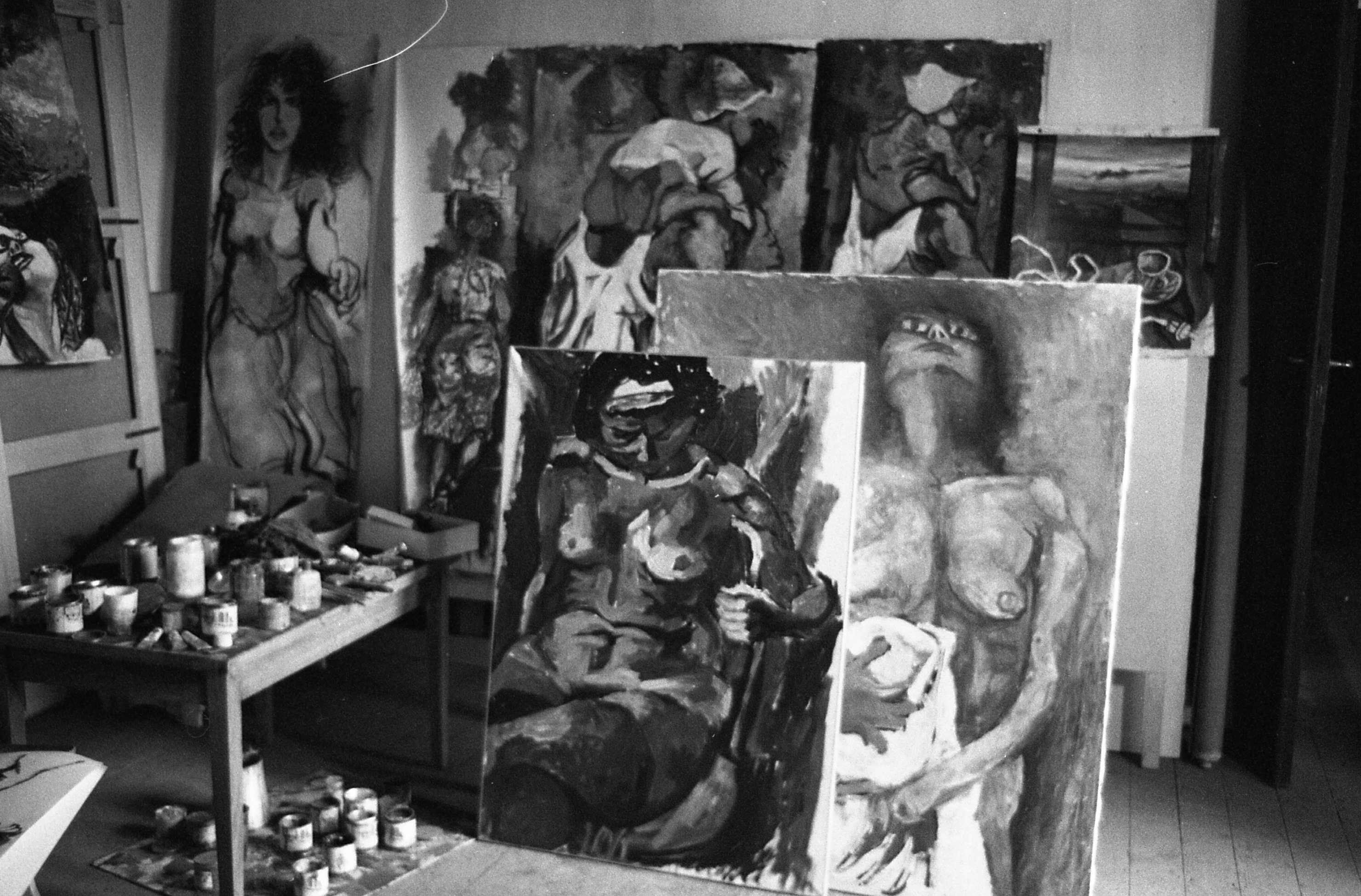
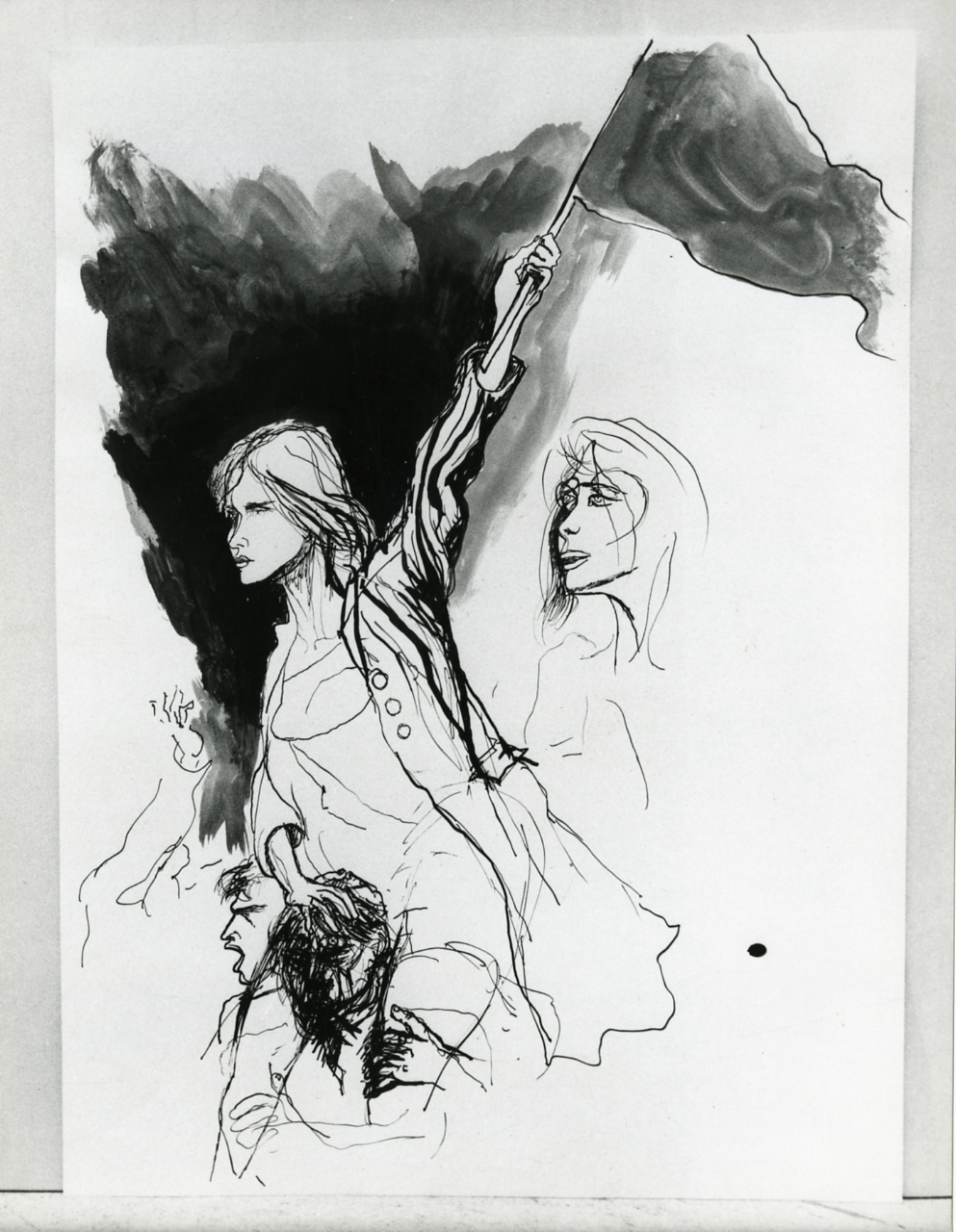
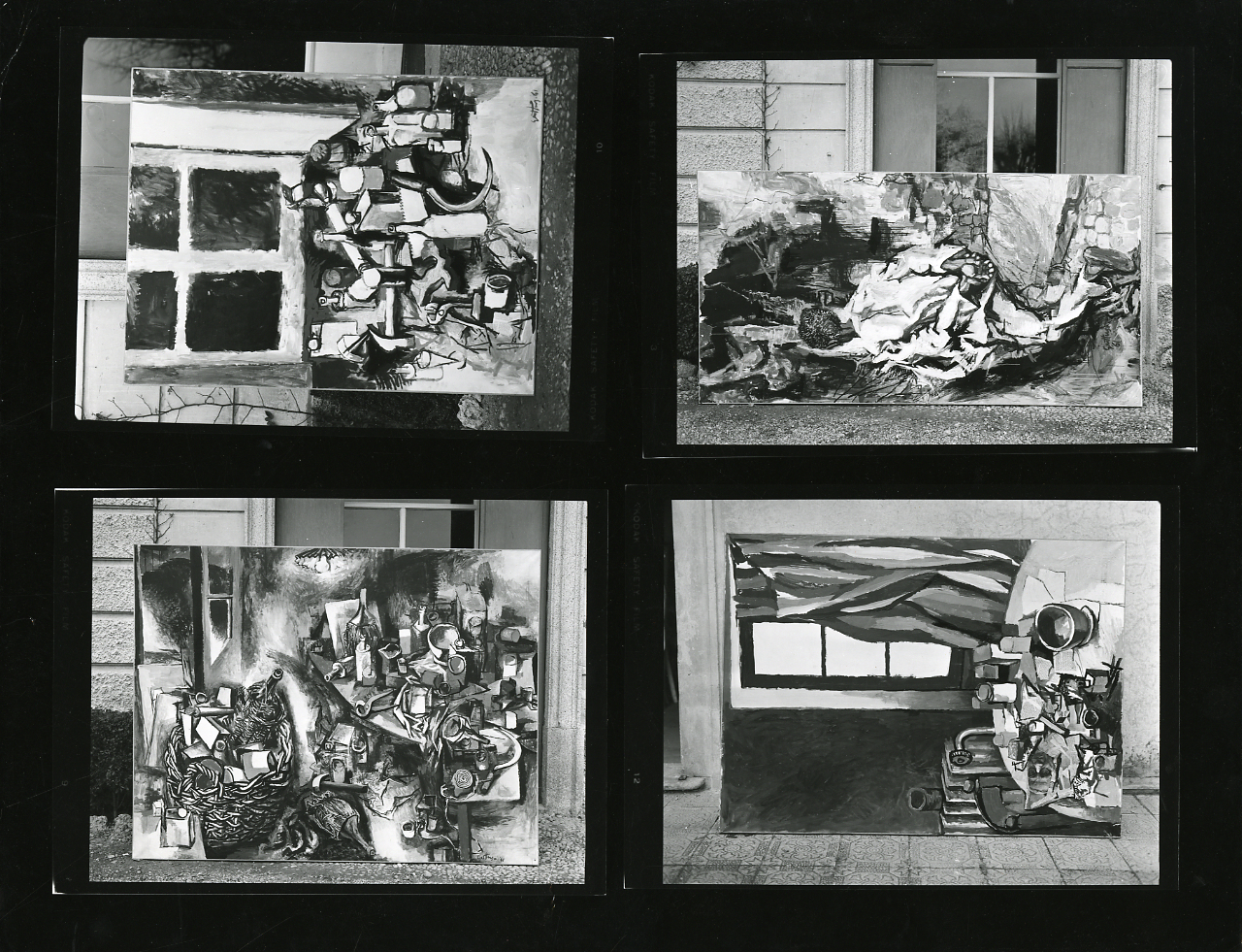
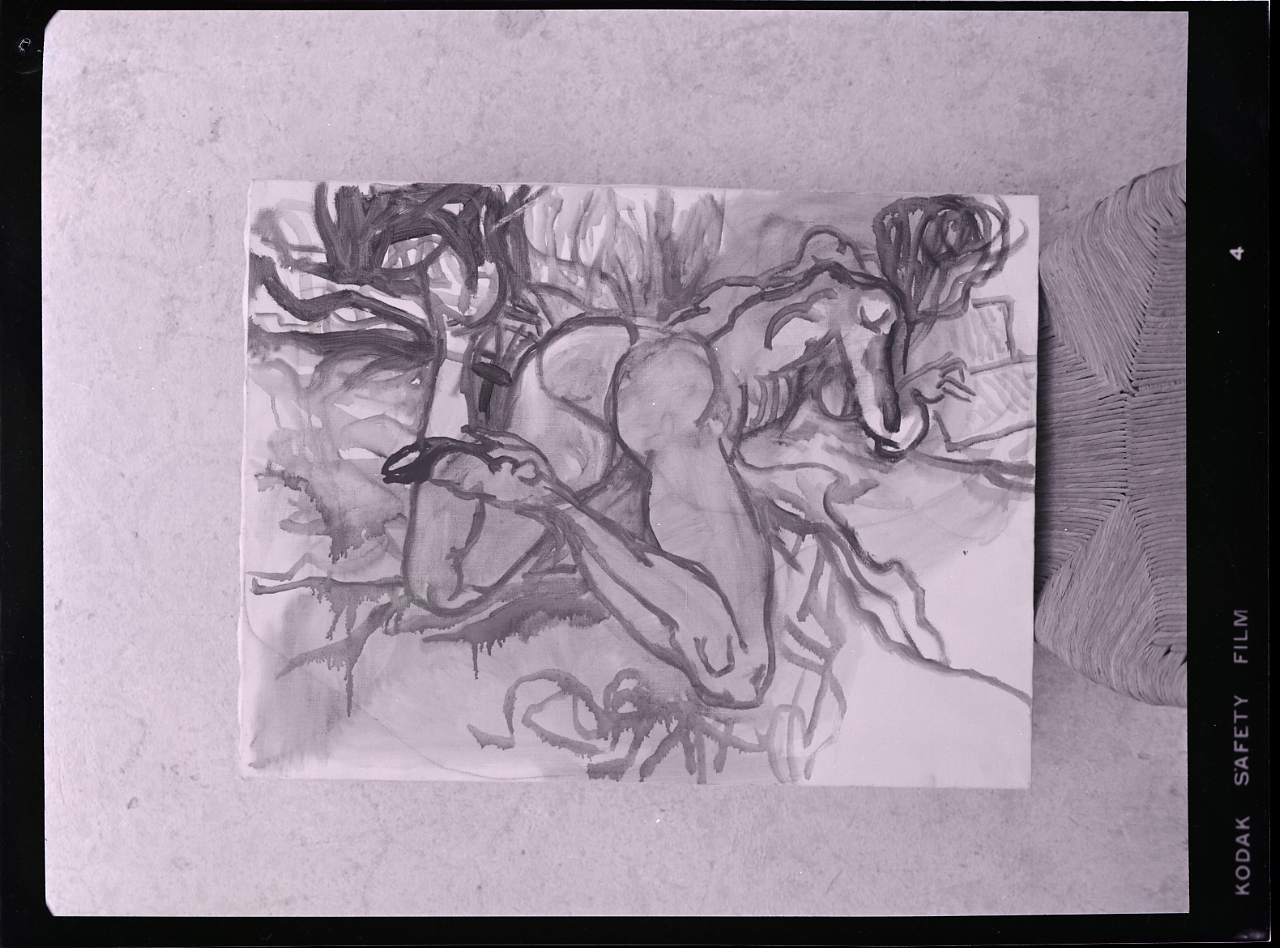
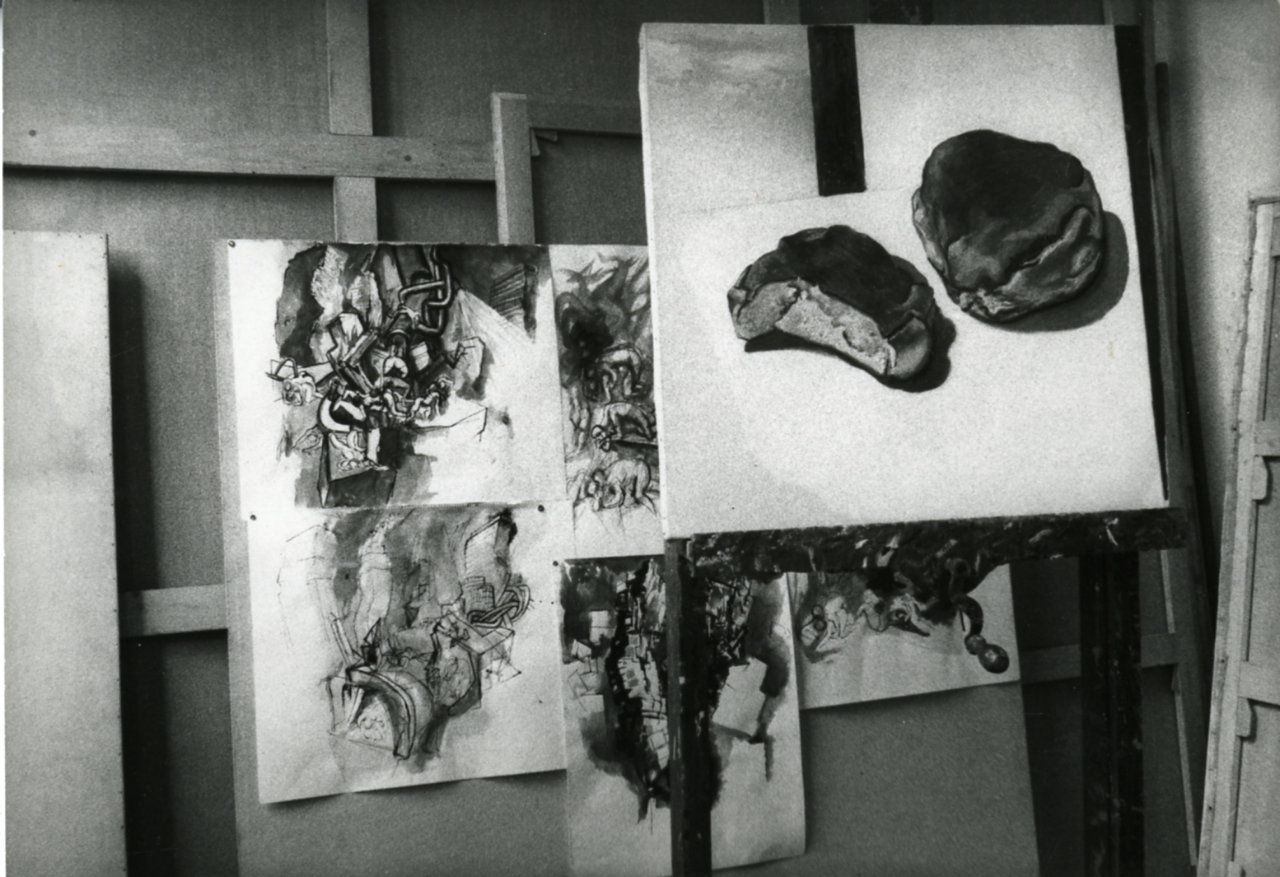
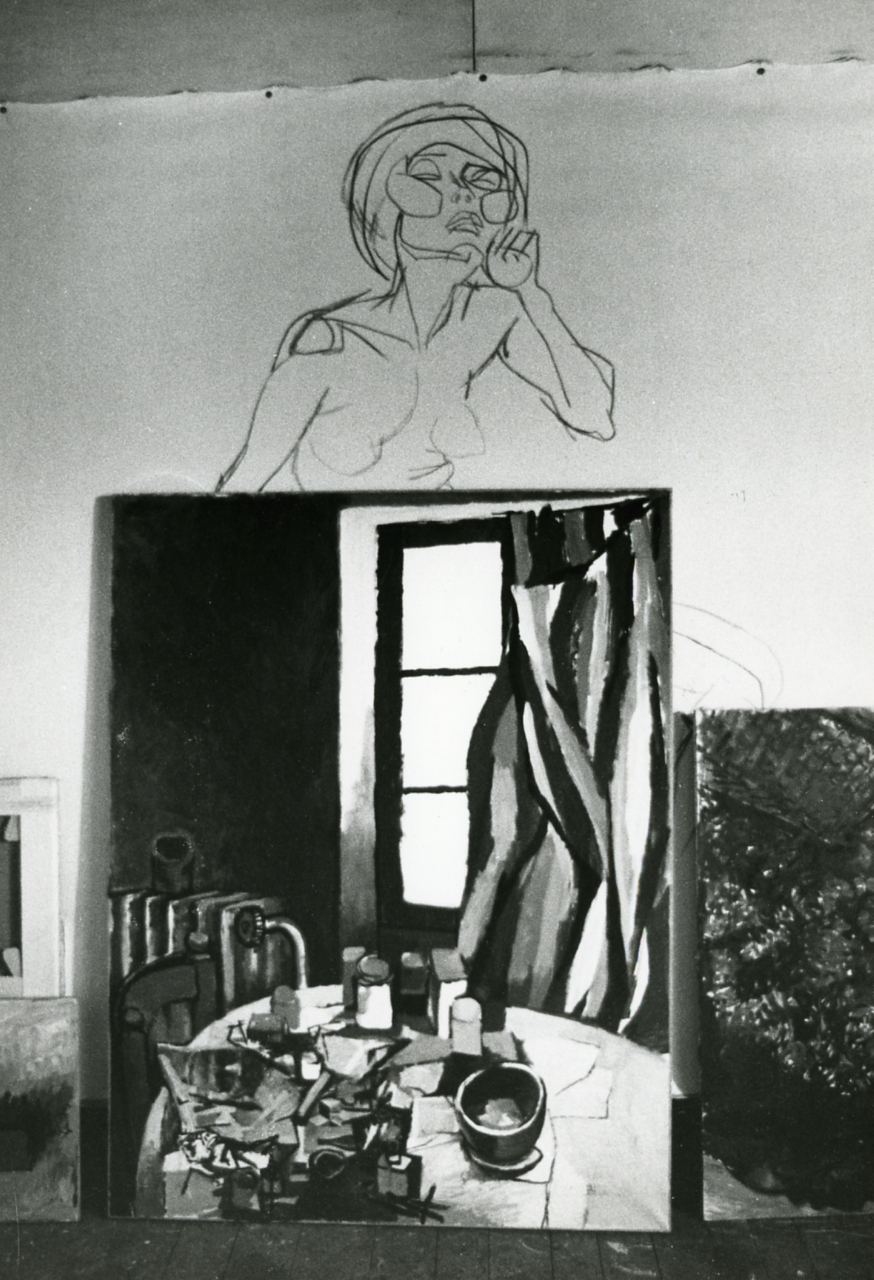
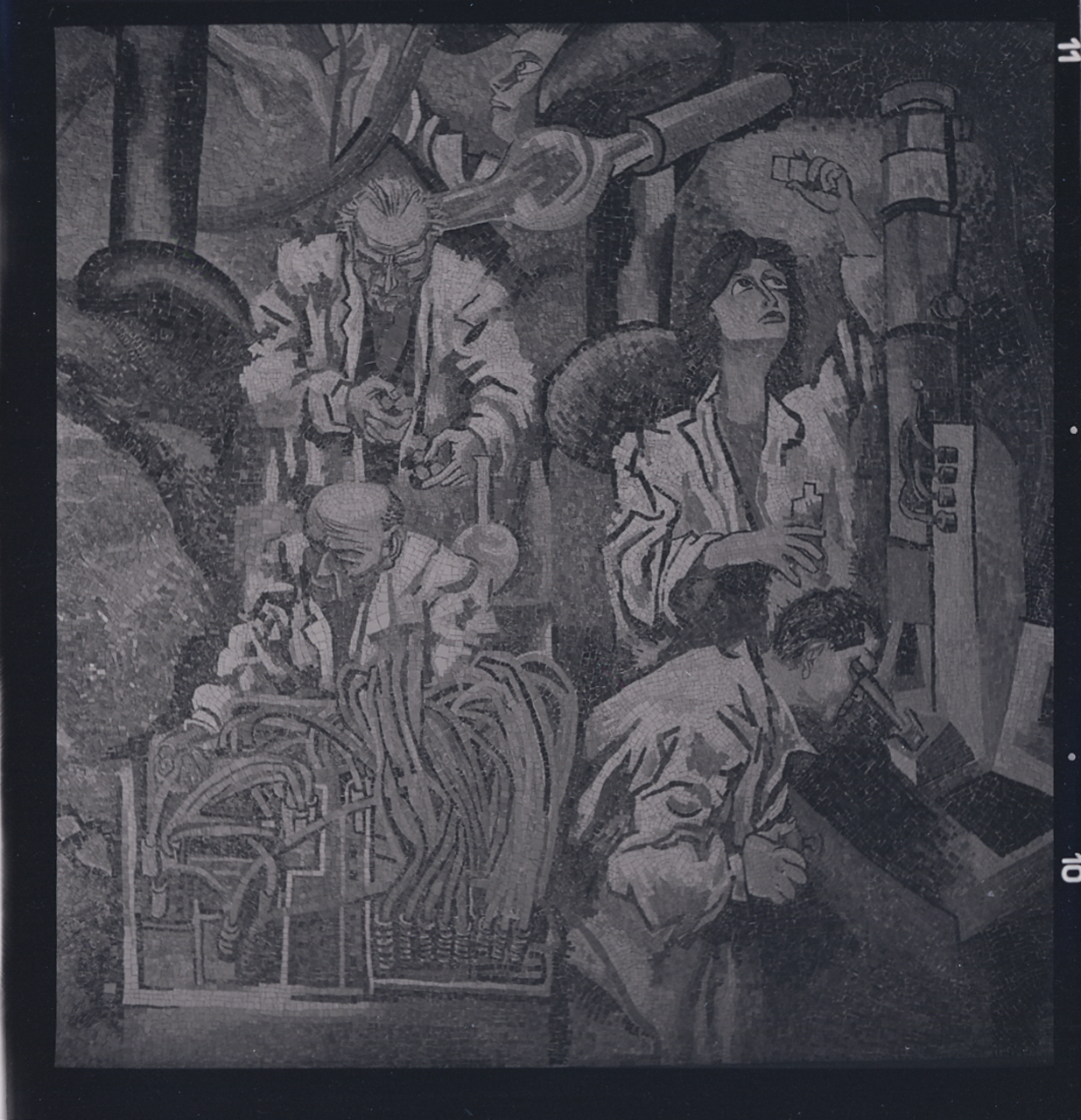
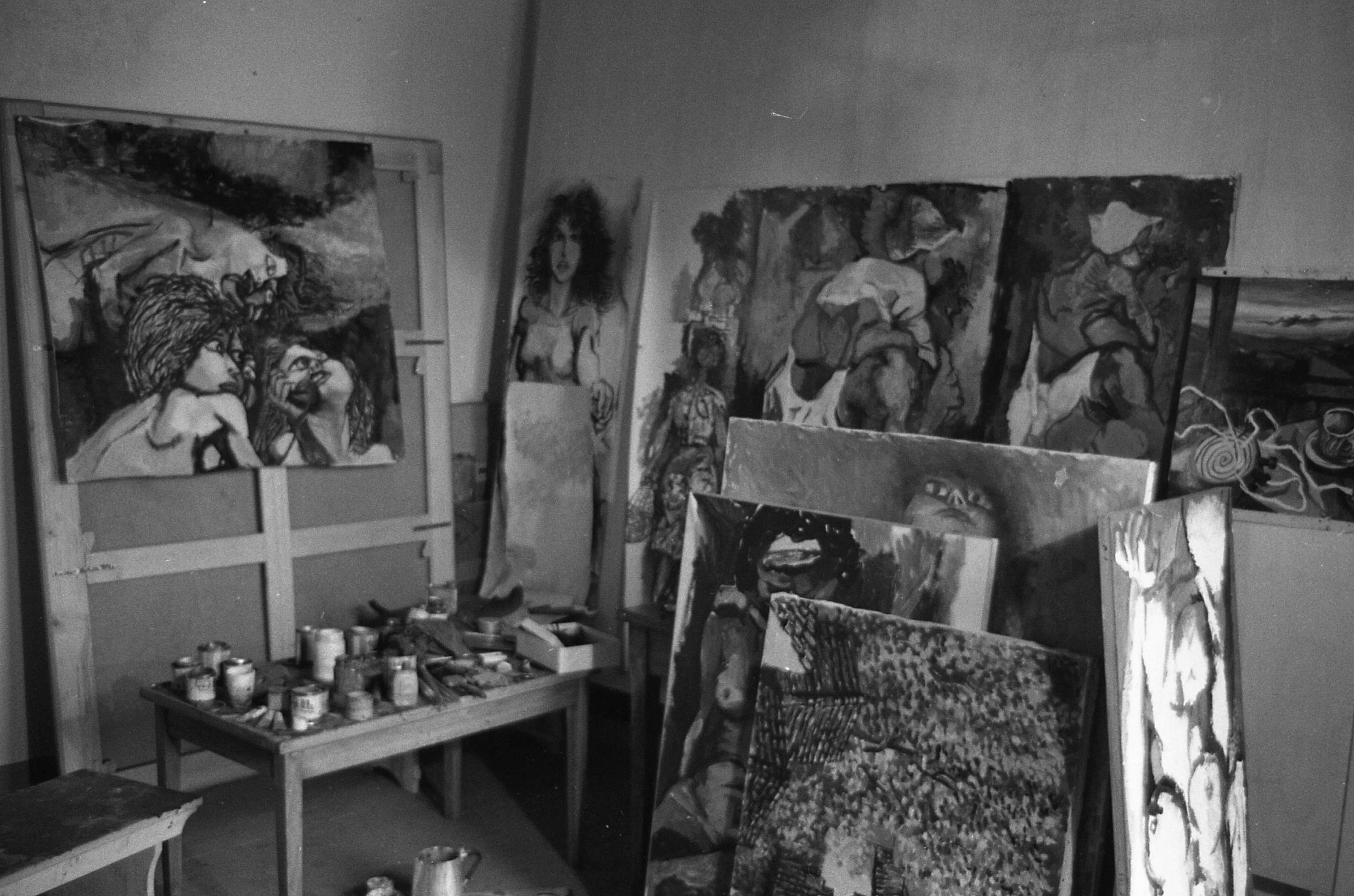
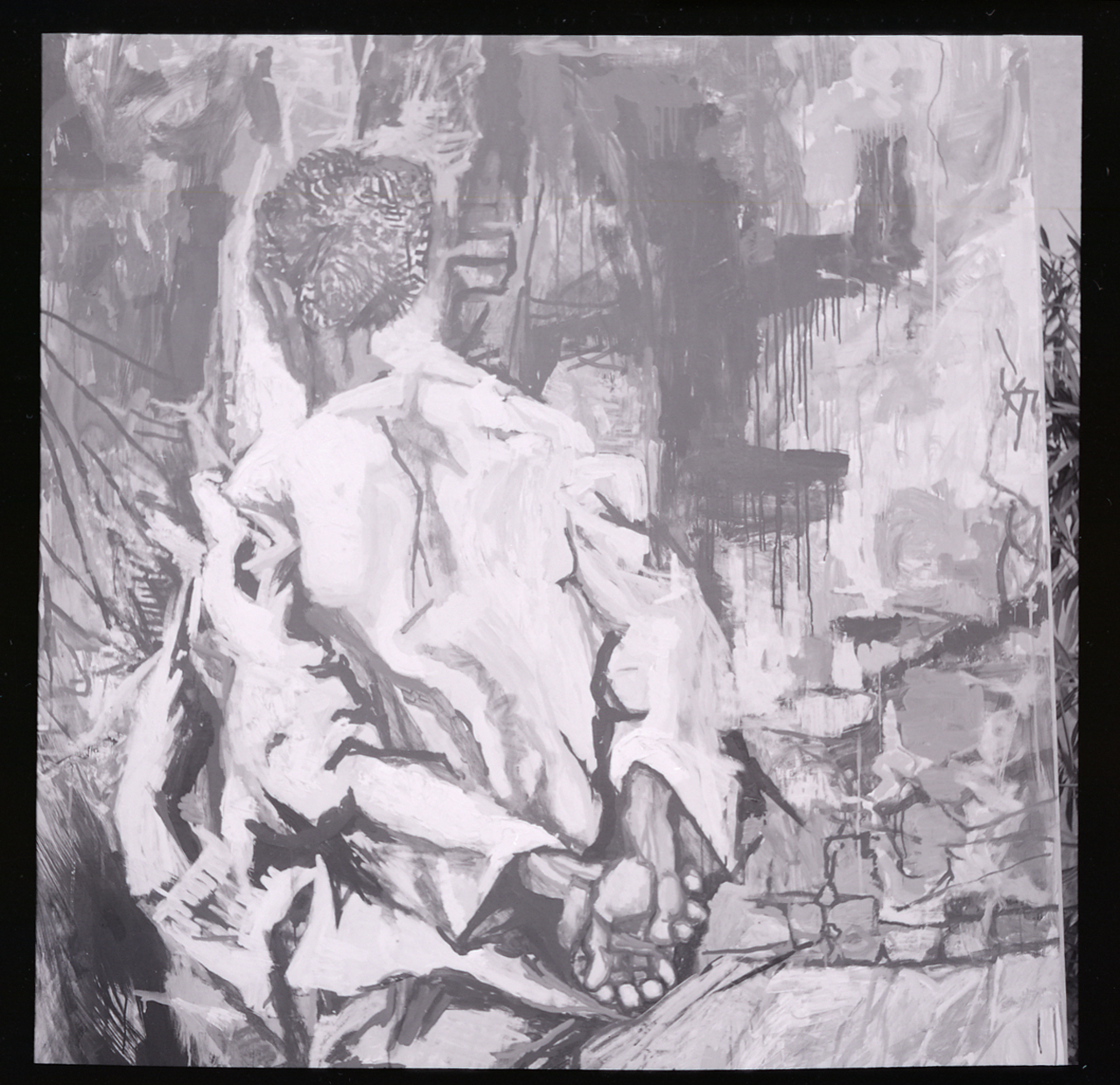